# Cotoneaster minimus
Cotoneaster minimus är en rosväxtart som först beskrevs av Tse Tsun Yu, och fick sitt nu gällande namn av Jeanette Fryer. Cotoneaster minimus ingår i släktet oxbär, och familjen rosväxter. Inga underarter finns listade i Catalogue of Life.